# クリイロハコヨコクビガメ
クリイロハコヨコクビガメ（Pelusios castaneus）は、爬虫綱カメ目アフリカヨコクビガメ科ハコヨコクビガメ属に分類されるカメ。

## 分布
アンゴラ、ガーナ、カーボベルデ、ガボン、カメルーン、ギニア、ギニアビサウ、コンゴ共和国、コンゴ民主共和国、サントメ・プリンシペ、ザンビア、シエラレオネ、赤道ギニア、セネガル、中央アフリカ共和国西部、トーゴ、ナイジェリア、ブルキナファソ、ベナン、リベリアに自然分布。
グアドループに移入。

## 形態
最大甲長28.5センチメートル（性別は不明）。背甲はやや盛り上がり、上から見ると第8-9縁甲板周辺で最も幅が広くなる細長い卵型。第2-4椎甲板にはあまり発達しない筋状の盛りあがり（キール）があり、第2-3椎甲板は平坦。老齢個体はキールが第3、4椎甲板後部を除いて不明瞭になる。縁甲板の外縁は尖らない。種小名castaneusは「栗色の」の意で、和名と同義。一方で背甲の色彩は黄褐色や褐色、灰褐色、暗褐色、黒などと個体変異が大きく、濃淡のある個体はいるが明瞭な斑紋は入らない。
腹甲は腹甲板と股甲板の継ぎ目（シーム）でわずかに括れる個体が多い。間喉甲板は細長くやや小型で、横幅は左右の腹甲板と股甲板のシームの長さの0.25倍以下、縦幅は横幅の1.3-1.5倍。蝶番は第5縁甲板の中央部周辺に接する。蝶番より前の腹甲（前葉）は短く、左右の腹甲板のシームの長さ（間腹甲板長）の1.5倍未満。腹甲の色彩は淡黄色や黄褐色で、シームや外縁は暗褐色や黒だが、全体が明色や暗色の個体もいるなど個体変異が大きい。
頭部はやや大型。吻端はあまり突出せず、上顎の先端はわずかに凹みその両脇がわずかに突出する。下顎には小さい髭状突起が2本ある。頭部の色彩は淡黄色や灰褐色、褐色など。頭部には黒い斑点や細かい虫食い状の暗色斑が入る個体が多いが、頭部全体が暗褐色になる個体や暗色斑が不明瞭な個体もいるなど個体変異が大きい。頸部や四肢、尾の色彩は黄色や灰色。
卵は長径3.6-4センチメートル、短径が約2センチメートル。
オスは左右の肛甲板の間の切れ込みが深く、開口部の角度が大きい。尾が太くて長く、尾をまっすぐに伸ばした状態では総排泄口全体が背甲の外側に位置する。
メスはオスに比べると背甲が幅広く甲高が高い。左右の肛甲板の間の切れ込みが浅く、開口部の角度が小さい。幼体やメスの成体は尾が細いうえに短く、尾をまっすぐに伸ばしても総排泄口の大部分が背甲よりも内側にある。

## 分類
オオハコヨコクビガメが本種の亜種や個体群と考えられていたため、最大甲長38センチメートルに達するとされていたこともある。マダガスカルに分布するキバラハコヨコクビガメの個体群が、本種の亜種として記載された事もある。

## 生態
河川や湖、池沼、湿原などに生息する。半水棲。乾季に干上がる水場に生息する個体は、乾季になると水辺や水底の砂や泥の中に潜って休眠する。
繁殖形態は卵生。アフリカ大陸西部では2-3月に1回に6-18個（飼育下では9-12個の卵を産んだ例がある）の卵を産む。卵はアフリカ大陸西部では6-7月に孵化し、飼育下では76-84日で孵化した例がある。

## 人間との関係
ペットとして飼育されることもあり、日本にも輸入されている。1960年代から主にガーナやトーゴ、ベナン産の野生個体が流通するが、飼育下繁殖個体が流通することもある。個体変異が大きいため、ハコヨコクビガメ属の他種の名前（色彩が黒い個体がクロハコヨコクビガメとして、灰色の個体がウスグロハコヨコクビガメなど）で流通することもある。丈夫であまり大型化しないことから、曲頸亜目のみならず水棲カメの飼育入門種として紹介されることもある。
アクアリウムやアクアテラリウムで飼育される。水槽などの水を張れるケージを用意し、甲長以上の水深（体調不良の個体や浅い水深で長期間飼育されていた個体はこの限りではない）をとり遊泳するスペースを確保する。代謝が高く水が汚れやすいため、雑菌の温床となったりメンテナンスが困難になるなどの理由から、底砂は敷かない方が良い。レンガやブロック、流木、市販の製品などで広い陸場を設置し、日光浴を好むため陸場の一部に熱源を照射する。夏季に日光浴させることも可能だが、熱中症にならないように注意が必要である。成体は比較的温度の変化に強いものの、元々熱帯域に分布するためケージ内の気温や水温を25℃前後に保温する。飼育下では昆虫、甲殻類、魚類、貝類、野菜、果実、水草などを食べた例があり、餌付きやすい個体が多い。飼育下では配合飼料や乾燥飼料にも餌付く。協調性は悪くないものの発情したオスはメスを追いまわすことがあるため、常に複数飼育を行うことは避けた方が望ましい。

## 画像

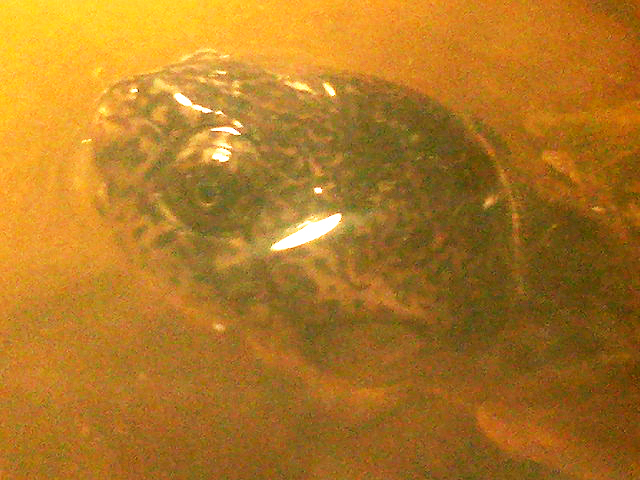
頭部
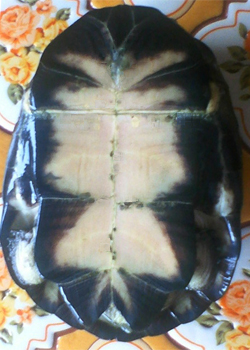
メスの腹甲